# Oleg Georgijewitsch Gasenko
Oleg Georgijewitsch Gasenko (russisch Олег Георгиевич Газенко; * 12. Dezember 1918 im Dorf Nikolajewka, Region Stawropol; † 17. November 2007 in Moskau) war ein russischer Physiologe und Begründer der Weltraummedizin.

## Leben
Gasenko schloss das Studium an der Militärfakultät des 2. Moskauer Medizininstituts 1941 als Militärarzt im Rang eines Kapitans des medizinischen Dienstes mit Auszeichnung ab. Zusammen mit allen anderen Absolventen ging er direkt an die Front im Deutsch-Sowjetischen Krieg und wurde Lazarettleiter bei den Luftstreitkräften. 1946–1947 absolvierte er in der Leningrader Militärmedizinischen Akademie die Fachausbildung am Lehrstuhl für Physiologie. Im Laboratorium für Luftfahrtmedizin studierte er bei Leon Abgarowitsch Orbeli und Michail Pawlowitsch Brestkin physiologische Probleme bei großer Höhe und Effekte der Hypoxie bei hoher Nervenbelastung. Er heiratete Olga Alexejewna Tolmatschewskaja, mit der er die Kinder Alexei und Larissa bekam.
1947 wurde Gasenko Mitarbeiter des Instituts für Luftfahrtmedizin des Verteidigungsministeriums der UdSSR. Er war an Untersuchungen von Piloten in der Arktis und in der Wüste Karakum beteiligt. Ab 1955 arbeitete er im sowjetischen Raumfahrtprogramm mit. Sein Arbeitsschwerpunkt waren die medizinischen Probleme unter Raumfahrtbedingungen. Er trainierte und überwachte die Hunde für das
Sputnik-2-Projekt. Nach dem missglückten Flug des Sputnik 7-1 mit den beiden Hunden Schulka und Schemtschuschina nahm Gasenko Schulka bei sich auf und pflegte ihn fast 14 Jahre. Beim Wostok-1-Projekt trainierte er Juri Alexejewitsch Gagarin. Er wurde zum Doktor der biologischen Wissenschaften promoviert. 1966 wurde er zum Korrespondierenden Mitglied der Akademie der Wissenschaften der UdSSR (AN-SSSR, seit 1991 Russische Akademie der Wissenschaften (RAN)) gewählt.
1969 wurde Gasenko auf Beschluss des Zentralkomitees der KPdSU und des Ministerrats der UdSSR Direktor des 1963 gegründeten Instituts für Medizinisch-Biologische Probleme (IMBP) der AN-SSSR als Nachfolger Wassili Wassiljewitsch Parins. Er initiierte das Bion-Projekt zur Erforschung der Lebens- und Wachstumsprozesse bei Pflanzen und Tieren unter den Bedingungen der Schwerelosigkeit. 1976 wurde er zum Wirklichen Mitglied der AN-SSSR gewählt. 1987 wurde Gasenko zum Präsidenten der Allrussischen (jetzt Russischen) Pawlow-Gesellschaft für Physiologie gewählt. 1988 ging Gasenko in den Ruhestand, blieb aber Berater. Sein Nachfolger als Direktor des IMBP wurde Anatoli Iwanowitsch Grigorjew.
1989–1991 war Gasenko Abgeordneter des Obersten Sowjets der UdSSR und Mitglied des Komitees für Wissenschaft und Bildung. Er gehörte der Kommission an, die die Ereignisse am 9. April 1989 in Tiflis beim Vorgehen sowjetischer Fallschirmjäger unter Führung von Oberst Alexander Iwanowitsch Lebed gegen Demonstranten untersuchte.
Gasenko wurde auf dem Moskauer Friedhof Trojekurowo begraben.

## Preise
- Staatspreis der UdSSR (1978)
- Pawlow-Goldmedaille der AN-SSSR (1988)
- Demidow-Preis (1998)

## Ehrungen
- Medaille „Für Verdienste im Kampf“ (zweimal)
- Medaille „Für die Einnahme Berlins“
- Medaille „Sieg über Deutschland“
- Orden des Roten Sterns (dreimal)
- Leninorden
- Ehrenzeichen der Sowjetunion
- Medaille „20. Jahrestag des Sieges im Großen Vaterländischen Krieg 1941–1945“
- Orden der Oktoberrevolution
- Orden des Vaterländischen Krieges II. Klasse[10]
- Medaille „30. Jahrestag des Sieges im Großen Vaterländischen Krieg 1941–1945“
- Jubiläumsmedaille „Zum Gedenken an den 100. Geburtstag von Wladimir Iljitsch Lenin“
- Medaille „40. Jahrestag des Sieges im Großen Vaterländischen Krieg 1941–1945“
- Medaille „50. Jahrestag des Sieges im Großen Vaterländischen Krieg 1941–1945“
- Medaille „60. Jahrestag des Sieges im Großen Vaterländischen Krieg 1941–1945“
- Polarsternorden der Mongolei
- Verdienstorden für das Vaterland IV. Klasse (1998)